# Vula Malinga
Vula Malinga (5 de mayo de 1980) es una cantante y compositora británica. Nacida en los Estados Unidos de padres sudafricanos, fue criada en Hackney, Londres. Ha realizado continuas colaboraciones con el dúo de música house Basement Jaxx.
En 2007, cantó el himno Amazing Grace, versión creada en conmemoración de los 200 años de la abolición del Acta del Comercio de Esclavos (1807). En 2008, Malinga empezó a grabar su música en su propio sello discográfico, DivaGeek Records, lanzando su primer sencillo Wondering Why en octubre de ese mismo año.
En 2009 cantó en el álbum Tongue N' Cheek de Dizzee Rascal y en algunas apariciones en vivo del rapero, incluyendo Live Lounge, Later... with Jools Holland y BBC Electric Proms de 2009.